# Oscar Schemel
Oscar Schemel Chruszcz (Aguirre, estado Nueva Esparta, Venezuela, 2 de marzo de 1961) es un sociólogo y empresario venezolano y director de la encuestadora venezolana Hinterlaces. Fue miembro del sector empresarial de la Asamblea Nacional Constituyente de 2017.

## Encuestas
Para el referéndum constitucional de Venezuela de 2007, Oscar Schemel pronosticó para el mes de octubre que un 31% estaba a favor del proyecto de reforma constitucional y 41 por ciento se posicionaba en contra de la misma. Asimismo, informó que cerca de un 70% de la población estaba "poco o nada informado" acerca de la reforma constitucional propuesta por Hugo Chávez.
En las elecciones regionales de 2008, Schemel declaró que los candidatos del chavismo obtendrían las gobernaciones de Aragua, Falcón, Mérida, Miranda, Lara y Vargas, mientras que también pronosticó una victoria opositora en Bolívar, Carabobo, Guárico, Nueva Esparta, Sucre, Táchira, Yaracuy y Zulia. Al igual que Datanálisis, no ofreció datos sobre la Alcaldía Mayor de Caracas, pero tampoco se pronunció respecto a las gobernaciones de Apure, Barinas, Cojedes, Delta Amacuro, Monagas, Portuguesa y Trujillo.
Antes de las elecciones presidenciales de 2012, el político Tomás Guanipa acusó a la encuestadora de recibir financiamiento de parte del gobierno en reacción a las encuestas en mayo del 2012 que dieron como ganador a Hugo Chávez. Tal acusación fue rechazada por Schemel.
Schemel fue elegido como constituyente del sector empresarial de la Asamblea Nacional Constituyente de 2017.